# JL-1 (ミサイル)
JL-1(Julang-1,巨浪1号)は中華人民共和国が開発した潜水艦発射弾道ミサイル。アメリカ国防総省のコードネームとしてCSS-N-3が付けられている。1970年代末より本格開発が開始された。JL-1の陸上発射型がDF-21 東風21である。

## 概要
中華人民共和国は、1964年に核実験に成功し、それとともに核兵器運搬手段である弾道ミサイルの開発にも取り組むようになった。1970年代にはDF-3やDF-4など液体燃料ロケットを用いた弾道ミサイルの配備にこぎ着けている。それらの後継として、より即応性に優れた固体燃料ロケットを用いた弾道ミサイルとして、JL-1/DF-21の開発が開始された。
JL-1/DF-21の検討は1967年から行われていたが、本格開発を開始したのは1970年代末である。最初の陸上からの試射は1982年4月30日に行われた。同年10月12日には水中の031型通常動力弾道ミサイル潜水艦からの試射に成功している。このミサイルの総設計者は黄緯禄（1916-）と副設計主任を務めた中国工程院会員の陳徳仁（1922 - 2007年12月21日）である。ミサイルは南京晨光集団有限責任公司（307工場）で組み立てられた。1986年に092型原子力潜水艦（夏級）艦番号406に配備された。
JL-1は二段式固体燃料ロケットであり、単弾頭のミサイルである。射程は1,700km前後と中程度のものとなっている。そのため、事実上、射程内にあるのは中華人民共和国近隣諸国のみである。
JL-1は092型原子力潜水艦（夏級）に12基搭載されている。夏級における運用は決して順調なものではなく、夏級からの試射に成功したのは就役後数年を得た1988年のことである。1990年代には射程延長型のJL-1Aが開発されている。
JL-1は当初、改造された031型通常動力弾道ミサイル潜水艦「長城200号」に配備された。その後、再び改造されてJL-2のような他のミサイルの試験に使用され複数回発射試験に成功した。

## 要目
- 全長：10.7m
- 胴体直径：1.4m
- 重量：14.7t
- 弾頭重量：600kg
- 射程：1,700km(JL-1)、2,500km(JL-1A)